# Friderik III. Habsburški
Friderik III. Habsburški, rimsko-nemški cesar,  * 21. september 1415, Innsbruck  † 19. avgust 1493, Linz.
Vojvoda Friderik V. (oz. nemški kralj Friderik IV., oz. cesar Friderik III.) je bil sin vojvode Ernesta Železnega in Zimburge Mazovske. Poročen je bil z Leonoro (Heleno) Portugalsko.
Friderik V., vojvoda Štajerske, Kranjske, vojvoda Koroške, (nad)vojvoda Avstrijski (1439) je bil leta 1440 izvoljen za nemškega kralja Friderika IV. in bil leta 1452, kot zadnji cesar s strani papeža, okronan za cesarja Svetega rimskega cesarstva; kronanje je opravil papež Nikolaj V.
Ob kronanju za cesarja je Friderik III. postal prvi Habsburžan na cesarskem prestolu.
Cesar Friderik III. je s privolitvijo papeža Pija II. leta 1461 ustanovil ljubljansko škofijo. Tako je nastalo cerkveno okrožje na Kranjskem, neodvisno od oglejskih patriarhov. Za dotacijo novoustanovljene škofije je bilo namenjeno premoženje ukinjenega benediktinskega samostana v Gornjem Gradu.
Nasledil ga je edini preživeli sin, Maksimilijan I. Habsburški.